# Hickmanolobus mollipes
Hickmanolobus mollipes là một loài nhện trong họ Orsolobidae.
Loài này thuộc chi Hickmanolobus. Hickmanolobus mollipes được V. V. Hickman miêu tả năm 1932.